# Könnyű módszertan
A könnyű módszertan egy olyan szoftverfejlesztési módszer, amelynek csak néhány szabálya és gyakorlata van, vagy csak olyanok, amelyeket könnyen követni lehet. Ezzel szemben a sok szabállyal rendelkező összetett módszert nehézsúlyú módszertannak tekintik.
Példák a könnyű módszerekre:
- Jim Highsmith adaptív szoftverfejlesztése, amelyet 1999-es Adaptive Software Development című könyvében ír le.
- Crystal Clear módszercsalád Alistair Cockburnnel.
- Extrém programozás (XP), amelyet olyan emberek támogatnak, mint Kent Beck és Martin Fowler.
- Feature Driven Development (FDD), amelyet Jeff De Luca és Peter Coad fejlesztett ki (1999).
- ICONIX folyamat, amelyet Doug Rosenberg fejlesztett ki. Az UML használati esetek által vezérelt megközelítés, amelynek célja, hogy éppen elég dokumentációt és struktúrát biztosítson a folyamathoz, hogy lehetővé tegye a rugalmasságot, mégis olyan szoftvert hozzon létre, amely megfelel a felhasználói és üzleti követelményeknek.

A legtöbb ilyen könnyített folyamat hangsúlyozza, hogy rugalmas és alkalmazkodó módon kell kezelni a követelmények változását és a környezet vagy a technológia változását.

## Fordítás
Ez a szócikk részben vagy egészben  a   Lightweight methodology című angol Wikipédia-szócikk ezen változatának fordításán alapul.  Az eredeti cikk szerkesztőit annak laptörténete sorolja fel. Ez a jelzés csupán a megfogalmazás eredetét és a szerzői jogokat jelzi, nem szolgál a cikkben szereplő információk forrásmegjelöléseként.